# Malpa chocholatá
Malpa chocholatá (Sapajus robustus, rovněž Cebus robustus) je opice z čeledi malpovití (Cebidae) a rodu Sapajus. Byla považována za poddruh malpy černé (Cebus nigritus). Druh popsal Heinrich Kuhl v roce 1820. Dle Mezinárodního svazu ochrany přírody se jedná o ohrožený druh.

## Výskyt
Malpa chocholatá je endemitním druhem Brazílie, kde žije ve státech Bahia, Espírito Santo a Minas Gerais. Její výskyt se soustředí do oblasti biomu atlantického lesa. K životu dává přednost tropickým deštným lesům, někdy také suchým opadavým lesům, a to jak v nížinách, tak ve vyšších polohách, přičemž obývá nižší patra stromů.

## Popis
Samci malpy chocholaté jsou větší než samice, měří 40 až 55 cm, samice 30 až 40 cm, ocas je dlouhý 30 až 50 cm. Hmotnost je odhadována na více než 3 kg, samci jsou obyčejně o něco mohutnější než samice. Srst je na většině těla červenohnědá, vespod končetin a ocasu má černé zbarvení. Chocholka na hlavě, jež je typickým znakem tohoto druhu, je velmi tmavá. Malpa chocholatá má poměrem k tělu extrémně velký mozek. Palce jsou částečně protistojné a schopné úchopu.

## Chování
O chování tohoto druhu je známo jen málo informací. Žije v tlupách, v jejichž čele stojí dominantní pár. Níže postavení samci žijí na okraji tlupy. Je to stromový druh, potravu sbírá na zemi. Při pohybu ze stromu na strom pomáhá opylovat některé druhy rostlin. Jedná se o všežravce. Živí se především hmyzem a ovocem, požírá však také ořechy, stonky, listy, žáby, případně malé savce a další potravu. Díky silným žvýkacím svalům a hluboce posazené spodní čelisti může konzumovat i větší plody. Podobně jako další malpy je inteligentní a může být podobně jako ostatní malpy schopna používat nástroje na rozbíjení tvrdých ořechů nebo schránek měkkýšů, čímž se dostane k potravě nepřístupné pro ostatní opice. Rozmnožovací cyklus je pomalý. Po porodu jsou mláďata plně závislá na matce. Pohlavní dospělosti dosahují malpy obecně okolo 5 let života a dožívají se vysokého věku; až 55 let.

## Ohrožení
Během posledních 48 let (k roku 2015) klesla populace malp chocholatých o polovinu. Nebezpečí představuje lov a také přeměna přirozeného prostředí; v oblastech jejich výskytu jsou místo původních lesů vysazovány kávovníky, blahovičníky a další plodiny, případně je odlesněné místo využíváno k pastvě pro dobytek. I proto je malpa chocholatá hodnocena Mezinárodním svazem ochrany přírody jako ohrožený druh.